# Téti (cantora)
Maria Elisete Morais de Oliveira, mais conhecida como Téti (Quixadá, c. 1944) é uma cantora brasileira, reconhecida como uma das principais vozes da música cearense dos anos 1970, junto de outros artistas de sua geração, como Belchior, Ednardo, Fagner, Fausto Nilo e Rodger Rogério, com quem se casou e teve três filhos, Daniela (1969) que gravou de discos com Téti e participou como backing vocal em shows com Téti, Pedro Rogério que é professor da Universidade Federal do Ceará e pesquisador da música do Ceará, cantor, compositor e diretor musical de Téti em muitos shows e Flávia que também participou de vários shows de Téti como backing vocal. 
Téti faz parte de uma geração de intelectuais e artistas que ficou conhecida como Pessoal do Ceará que, em 1972, gravou o disco Pessoal do Ceará – Meu Corpo Minha Embalagem Todo Gasto na Viagem, pela gravadora Continental. Em um show de 2013, alguns dos integrantes fizeram uma releitura do disco.
Com Rodger, gravou Chão Sagrado (1974). Seus trabalhos solo são o disco Equatorial (1979) e os CDs Téti (1997) e Téti do Pessoal do Ceará (2000) e Nós Um (2006). Também fez participação em Futuro e Memória (2015), disco com composições dos cearenses Rogério Franco e Dalwton Moura.
Após anos sem apresentações, Téti voltou aos palcos, em 23 de março de 2019, com o show Reinvenção, no Cineteatro São Luiz.